# محمد قهرمان
محمّد قهرمان زادهٔ ۱۰ تیر سال ۱۳۰۸ در تربت حیدریه ـ درگذشتهٔ ۲۸ اردیبهشت ۱۳۹۲، شاهزاده قاجار، پژوهشگر، مصحح و شاعر خراسانی است.

## زندگی
او در ۱۰ تیرِ ۱۳۰۸ در روستای امیرآباد، واقع در هشت کیلومتری جنوب تربت حیدریه) متولد شد. در پنج سالگی مادرش درگذشت و در سیزده سالگی پدرش، و پس از آن خواهر بزرگش سرپرستی او را به عهده گرفت.
در سال پنجم دبیرستان در مشهد با مهدی اخوان ثالث هم‌کلاس شد و این دوستی ادامه یافت. سال ششم ادبی را در دبیرستان البرز تهران به پایان رساند. ایشان از کودکی ذوق شعر داشتند و از 17 سالگی شعر تربتی می سرودند. در دانشکدهٔ حقوق دانشگاه تهران در رشتهٔ قضایی ادامه تحصیل داد، امّا هرگز دنبال کار حقوقی نرفت و فقط به شعر پرداخت.
وی در سال ۱۳۳۸ با نوهٔ عموی خود به‌نام فرشته قهرمان ازدواج کرد و مقیم مشهد شد. و از سال ۱۳۳۹ در منزل شخصی‌اش انجمن ادبی به‌صورت هفتگی برگزار می‌شده‌است. وی از آذر ۱۳۴۰ به مدّت ۲۷ سال تا بازنشستگی به‌عنوان کتابدار دانشکدهٔ ادبیات دانشگاه فردوسی مشغول به فعالیت بود.
علاقهٔ محمد قهرمان در سرودن شعر، در غزل و به‌ویژه سبک هندی به اندازه‌ای بود که یکی از شعرای بنام غزل‌سرای هندی شد. او زبان بومی تربت حیدریه را به خوبی می‌دانست و بسیاری از اشعار وی که به زبان محلی سروده شده‌اند، در ردیف اول شعر بومی قرار دارند.
در تاریخ ۲۹ آذر ۱۳۸۴ از سوی دانشگاه فردوسی مشهد و سازمان میراث فرهنگی، صنایع دستی و گردشگری استان خراسان رضوی و اداره کل فرهنگ و ارشاد اسلامی خراسان رضوی در محل دانشگاه مشهد از وی قدردانی به‌عمل آمد.‌
وی صاحب تألیفات ارزنده‌ای از جمله چند مجموعه شعر است. در کارنامهٔ او همچنین تصحیح و چاپ چند دیوان از شاعران مختلف به‌چشم می‌خورد. کتاب «روی جادهٔ ابریشم شعر» وی در نهمین جشنوارهٔ بین‌المللی شعر فجر به‌عنوان اثر برگزیده در حوزهٔ شعر معرفی شد.
محمدرضا شفیعی کدکنی در مورد محمد قهرمان می‌گوید: «در این خصوص حتی ملک‌الشعرای بهار آن خصوصیت یک شاعر محلّی را به‌صورت کامل، آن گونه که قهرمان دارد، ندارد.»
در پی فوت این نویسنده، رهبر ایران، سید علی خامنه‌ای، طی پیامی درگذشت او را تسلیت گفت.

## آثار

### تالیف و تصحیح
- کلیات صائب تبریزی، انتشارات علمی فرهنگی در ۶ جلد از سال ۱۳۶۴ تا ۱۳۷۰ چاپ شد
- دیوان میلی مشهدی، انتشارات امیر کبیر ۱۳۸۳
- دیوان حاج محمد جان قدسی مشهدی، موسسه چاپ و انتشارات دانشگاه فردوسی ۱۳۷۵
- دیوان کلیم همدانی، انتشارات آستان قدس، شرکت به نشر ۱۳۶۹
- دیوان صیدی طهرانی، موسسه اطلاعات، چاپ اول ۱۳۶۴
- دیوان دانش مشهدی، پژوهش و مطالعات عاشورا، ۱۳۷۸
- دیوان سلیم، انتشارات نگاه ۱۳۸۹
- دیوان ناظم هروی، انتشارات آستان قدس، شرکت به نشر ۱۳۷۴
- دیوان اشعار قدسی، نغمه های قدسی، اداره کل فرهنگ و ارشاد اسلامی خراسان، ۱۳۷۰
- دیوان اشعار کمال گلشن کمال، با همکاری ذبیح‌الله صاحبکار، اداره کل فرهنگ و ارشاد اسلامی خراسان، ۱۳۷۲
- بازخوانی علمی تذکره عرفات العاشقین، ۷ جلد، مرکز پژوهش میراث مکتوب
- گزیده اشعار شعرای سبک هندی، صیادان معنی، انتشارات امیر کبیر ۱۳۷۸
- گزیده اشعار طغرای مشهدی، ارغوان‌زار شفق، انتشارات امیرکبیر ۱۳۸۴
- گزیده اشعار صائب تبریزی و دیگر شعرای سبک هندی، انتشارات سمت ۱۳۷۶
- گزیده اشعار صائب تبریزی، مجموعه رنگین گل، انتشارات سخن ۱۳۷۱
- گزیده غزلیات و ابیات صائب تبریزی، خلوت خیال، انتشارات شاهنامه‌پژوهی، ۱۳۸۱
- مدایح رضوی یوسف ازغدی، انتشارات آستان قدس، شرکت به‌نشر، ۱۳۸۴
- تجلی امام علی در طغرای مشهد، نشر جلیل ۱۳۸۲
- ده نامه مهدی اخوان ثالث به محمد قهرمان، با یادهای عزیز گذشته، انتشارات زمستان، ۱۳۸۴
- فریادهای تربتی، انتشارات ماه جهان، ۱۳۸۳
- دیوان اشعار محمد قهرمان، حاصل عمر، انتشارات شاهنامه‌پژوهشی، ۱۳۸۴
- خدی خدای خدم، اشعار محمد قهرمان به لهجه تربتی، انتشارات ترانه، ۱۳۸۸
- دم دربند عشق، کتاب و سی دی اشعار محمد قهرمان، موسسه باغ فرهنگ شرق، انتشارات آهنگ قلم، ۱۳۸۷
- روی جاده ابریشم شعر، اشعار محمد قهرمان، نشر جمهوری، چاپ اول ۱۳۹۱
- به خط روشن عشق، گزیده اشعار محمد قهرمان، نشر شهرستان ادب، ۱۳۹۲

### مقالات
- دیوان صائب به حط خود شاعر، با دو مقدمه از منوچهر مرتضوی و میر ودود یونسی، راهنمای کتاب ،
- شهاب ترشیزی، مجله دانشکده ادبیات مشهد، ۱۶ ۱۳۶۲ ۳۱۵- ۳۵۶
- دیوان صیدی، آینده، شماره ۴ / ۶ راهنمای کتاب ، ۱۳۶۵
- نظری به رساله‌ای در باب کاغذ، نامه بهارستان، دفتر ۱۱ و ۱۲

## جوایز
- برگزیده جشنوارهٔ بین‌المللی شعر فجر